# Victoria plantei
Victoria plantei là một loài bướm đêm trong họ Geometridae.